# Een rondje van een ochtend
Een rondje van een ochtend is een hoorspel van Hans Mantje. De VARA zond het uit op zaterdag 25 januari 1969. De regisseur was Ad Löbler. De uitzending duurde 37 minuten.

## Rolbezetting
- Huib Orizand (Willem Kuiper)
- Eva Janssen & Paul van der Lek (Marga & Peter Dukker)
- Tonny Foletta (taxichauffeur Fred)
- Corry van der Linden & Cees van Ooyen (Els & Flip)
- Jan Wegter (een arbeider)
- Joke Hagelen (juffrouw Evelijn)

## Inhoud
Ochtend in de hoofdstad. Bedrijvigheid overal. Niet in het minst in de gezellige cafés, waar de koffiegeur geleidelijk de overhand krijgt. In het kleine café, waar Flip als barman de scepter zwaait, ontmoeten ze elkaar, de “vogels van diverse pluimage”. Ze kennen elkaar - ze kennen elkaar niet, och, je weet hoe dat gaat. Als de koffie plaats heeft gemaakt voor een rondje van de taxichauffeur, omdat ie zo’n “lekker vrachtje” heeft gehad, komen de tongen los. Ze raken aan de babbel en komen zo geleidelijk tot de intimiteiten van hun leven. Neen, ze schamen zich er niet voor. Het zijn er de typen niet naar om van hun hart een moordkuil te maken. Zo heeft ieder zijn eigen problematiek. De ene wil graag zijn eigen stil verdriet “wegdrinken”, de andere heeft een grote mond maar een klein hartje. Gedachten worden woorden, zinnen, dramatische flarden soms. Als juffrouw Truus van het Leger des Heils binnenkomt, vallen de kwartjes voor de “Strijdkreet” als waren het miljonairs. “Hierzo, Truus, ik lees het wel niet, maar van harte gegund.” In een taal die er niet om liegt, vormt een hevige ruzie het sluitstuk van een niet geënsceneerde maar eerlijke en openhartige ochtendontmoeting ergens in Amsterdam…